# Metal Slug 2
Metal Slug 2 (sous-titré Super Vehicle-001/II) est un jeu vidéo de type run and gun développé et édité par SNK en 1998 sur Neo-Geo MVS, Neo-Geo AES et Neo-Geo CD (NGM 241). C'est le deuxième épisode de la série Metal Slug,,,,.

## Description
Metal Slug 2 est un jeu vidéo d'arcade de type shoot and jump (sous-genre du shoot them up) parue à l'origine sur MVS et Neo-Geo. Les graphismes détaillés, les animations soignées, l'action frénétique et l'humour parodique sont à l'origine de la notoriété de la série des Metal Slug. Le nom Metal Slug est lié à un char d'assaut utilisable dans le jeu, nommé Super Vehicle-001 et surnommé Metal Slug (littéralement limace de métal: Slug en anglais est un homophone entre limace et balle).

## Scénario
Le Général Morden, l'antagoniste de l'épisode précédent, est de retour avec son armée pour dominer le monde. L'escouade Peregrine Falcons est envoyée, rejoints par deux membres de l'unité Sparrows : Eri Kasamoto et Fiolina Germi.

## Système de jeu
Le jeu peut se jouer à un ou deux joueurs simultanément. Le choix est proposé entre quatre personnages jouables (Marco Rossi et Tarma Roving de la "Peregrine Falcons" ou Fio Germi et Eri Kasamoto de la "S.P.A.R.R.O.W.S Intelligence Unit").
Ce jeu est découpé en 6 missions comme son prédécesseur.
Les héros doivent une fois de plus vaincre le général Donald Morden et son armée rebelle qui préparent un nouveau coup d'état, ce dernier s'étant allié à des extra-terrestres qui lui ont fourni de nouvelles technologies. Mais cette alliance sera par la suite rompue.
Le joueur peut parcourir les niveaux à pied ou avec des véhicules. Mis à part le Metal Slug, le jeu propose de nouveaux véhicules :
- Le Camel Slug : C'est une paire de Vulcan Cannons (petits cannons du Metal Slug) placé sur un chameau. Ce véhicule n'a pas de canon, donc le joueur peut lancer normalement une grenade en appuyant sur son bouton de Grenade. De plus, contrairement aux autres véhicules, celui-ci n'offre aucune protection au joueur.
- Le Slug Flyer : Un avion munit d'une paire de Vulcan Cannons et d'un lance-missile qui peut être utilisé via le bouton de Grenade.
- Le Slugnoïd : Une machine munie d'une paire de Vulcan Cannons et d'un cannon pointé vers le bas utilisable via le bouton de Grenade. Ce véhicule saute plus haut que les autres.

De plus, de nouveaux ennemis apparaissent comme les soldats Arabes, les momies et les martiens.
Le jeu marque également l'apparition d'une nouvelle arme : le Laser Gun (rayon laser) ainsi que la possibilité de se transformer :
- En momie : Cette transformation peut être obtenue en se faisant toucher par le gaz violet rejeté par les momies. En momie, le joueur est plus lent, il ne peut utiliser que son pistolet et prend beaucoup de temps à lancer une grenade. Si le joueur est déjà une momie et qu'il se fait touché par ce même gaz, il meurt. Le personnage peut redevenir humain en prenant une potion.
- Grossir : Cette transformation peut être obtenue en collectant beaucoup de bonus de nourriture. Quand le joueur est gros, il est plus lent mais l'arme possédée devient plus puissante et tir des plus grosses balles. Le personnage peut redevenir normal en arrêtant de collecter de la nourriture pendant un certain moment.

## Réédition
- Xbox Live Arcade
- Console virtuelle (Japon, Amérique du Nord, Europe)
- PlayStation Portable, Wii, PlayStation 2 (2006, The Metal Slug Collection)
- PC (2001 Metal Slug 2 ; 2009, Metal Slug : Collection PC)

## Accueil
Metal Slug 2 est désigné meilleur jeu du salon AOU Show '98.